# Aiantides
Les Aiantides  (en grec ancien Οἰνηίς) sont la neuvième des tribus attiques créées par les réformes de Clisthène.

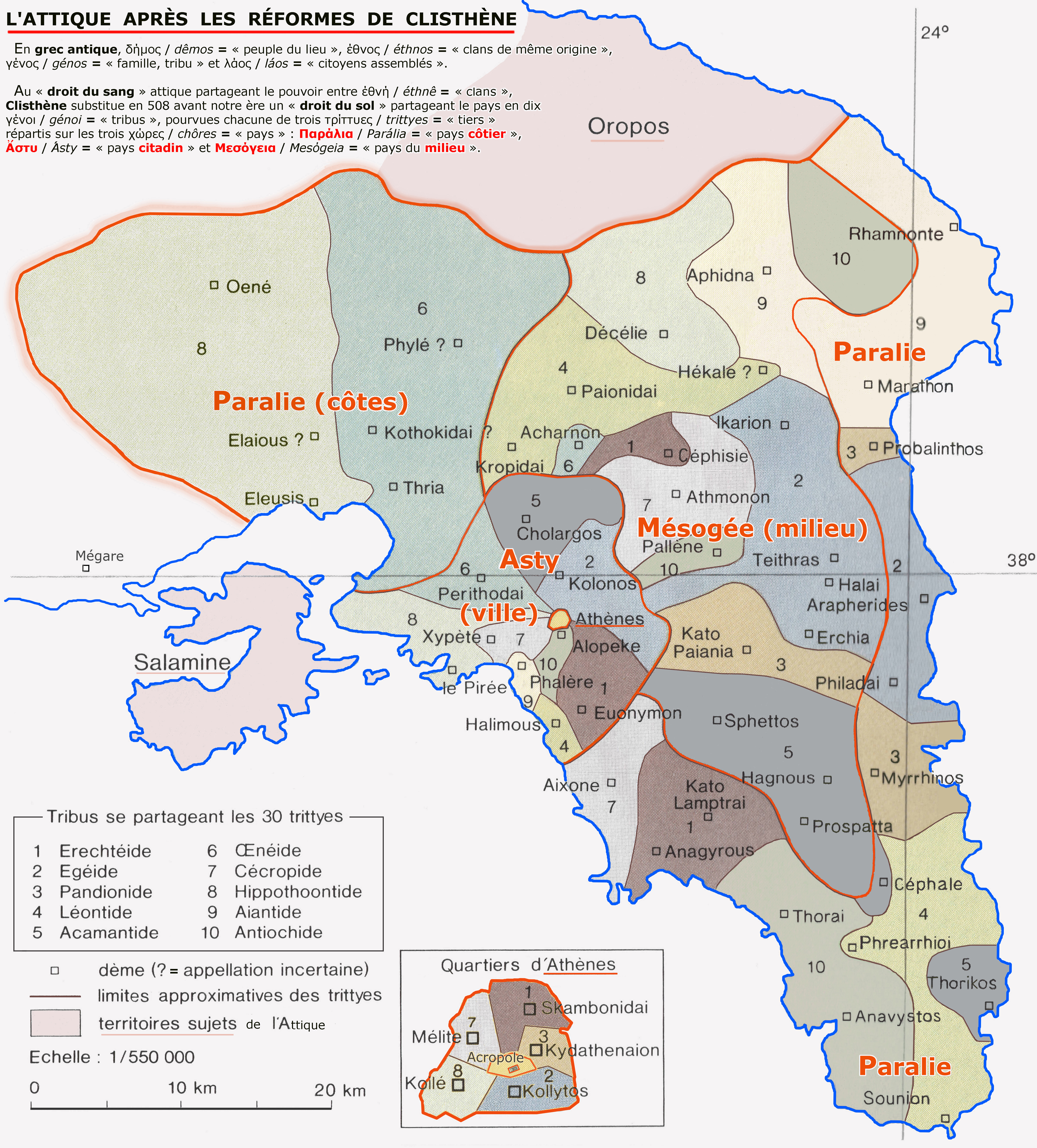
Organisation de l'Attique avec les dix "tribus", les trois "pays", les trente "trittyes" et les dèmes : les Aiantides ont les "trittyes" jaune pâle numérotées 9.

Leur nom est dû à Ajax, fils de Télamon, héros de la guerre de Troie.